# Gyula Hajszán
Gyula Hajszán (Sopron, 9 de outubro de 1961) é um ex-futebolista húngaro que atuou pela seleção de seu país na Copa do Mundo de 1986. 